# Agnieszka Jerzyk
Agnieszka Jerzyk, née le 15 janvier 1988 à Leszno, est une triathlète polonaise. Championne nationale de  Pologne élite en 2013 et 2014, multiple vainqueur sur triathlon Ironman 70.3.

## Biographie

### Jeunesse
Pour Agnieszka Jerzyk, la passion du sport nait dans une maison de garde forestier, la profession de son grand-père. Elle marche et court beaucoup avec son frère ainé dans les bois, elle apprécie parfois le cyclisme et le roller. Elle vit dans un immeuble ou il y a beaucoup de jeunes garçons, elle en profite pour participer à des rencontres de football. Elle rêve de devenir garde forestier comme son grand-père, à l'adolescente elle rêve de devenir peintre ou architecte. Elle a commencé le triathlon en 2005 à l'âge de 17 ans. Quatre années plus tard, elle est vice-championne d'Europe de duathlon derrière l'Écossaise Catriona Morrison.

### Carrière en triathlon
En 2013, elle remporte l'Ironman 70.3 de Lanzarote, sa première victoire en longue distance. Cinq années plus tard, elle remporte trois triathlon de la même série, Cascais (Portugal), Liuzhou (Chine) et celui de Taiwan,, où en chine elle bat la Suissesse Imogen Simmonds et l'Américaine Sarah Piampiano. En 2019, elle est victorieuse pour la deuxième année de suite à Liuzhou.
En 2023, elle prend la troisième place de l'Ironman Allemagne derrière les deux américaines Sarah True et Skye Moench.  
Agnieszka Jerzyk a confirmé sa retraite sportive en mars 2024, après son retrait dans les résultats depuis sa participation au championnats du monde d'Ironman à Kailua-Kona le 14 novembre 2023 où elle a finit à la 37e place.

### Vie privée
Agnieszka a une fille prénommée Katarzyna (surnommée Kasia) née par césarienne en septembre 2021 à l'Hôpital central clinique de Moscou,. En décembre 2024, elle donne naissance à son deuxième enfant, un garçon prénommé Daniel, elle accouche cette fois-ci dans sa ville natale, à Leszno en Pologne.

## Palmarès
Le tableau présente les résultats les plus significatifs (podium) obtenus sur le circuit national et international de triathlon depuis 2009,,.
| Année | Compétition                                | Pays           | Position           | Temps           |
| ----- | ------------------------------------------ | -------------- | ------------------ | --------------- |
| 2023  | Ironman 70.3 Poznań                        | Pologne        | Médaille de bronze | 4 h 13 min 41 s |
| 2023  | Ironman Allemagne                          | Allemagne      | Médaille de bronze | 9 h 2 min 52 s  |
| 2023  | Challenge Gdansk                           | Pologne        | Médaille d'argent  | 4 h 14 min 32 s |
| 2020  | Championnat de Pologne sprint              | Pologne        | Médaille d'or      | 1 h 3 min 33 s  |
| 2019  | Ironman 70.3 Liuzhou                       | Chine          | Médaille d'or      | 4 h 15 min 40 s |
| 2018  | Ironman 70.3 Cascais                       | Portugal       | Médaille d'or      | 4 h 26 min 6 s  |
| 2018  | Ironman 70.3 Liuzhou                       | Chine          | Médaille d'or      | 4 h 19 min 13 s |
| 2018  | Ironman 70.3 Taiwan                        | Taïwan         | Médaille d'or      | 4 h 21 min 21 s |
| 2017  | Ironman 70.3 Afrique du Sud                | Afrique du Sud | Médaille de bronze | 4 h 47 min 49 s |
| 2016  | Coupe du monde - l'étape de Huatulco       | Mexique        | Médaille d'argent  | 2 h 14 min 19 s |
| 2016  | Coupe d'Europe - l'étape sprint de Malmö   | Suède          | Médaille d'or      | 0 h 59 min 16 s |
| 2014  | WTS Yokohama                               | Japon          | Médaille de bronze | 1 h 59 min 24 s |
| 2014  | Championnat de Pologne                     | Pologne        | Médaille d'or      | 2 h 15 min 24 s |
| 2014  | Coupe d'Afrique - l'étape sprint de Le Cap | Afrique du Sud | Médaille d'or      | 1 h 9 min 51 s  |
| 2014  | Coupe d'Europe - l'étape de Quarteira      | Portugal       | Médaille d'or      | 2 h 2 min 39 s  |
| 2013  | Ironman 70.3 Lanzarote                     | Espagne        | Médaille d'or      | 4 h 39 min 47 s |
| 2013  | Coupe d'Europe - l'étape de Banyoles       | Espagne        | Médaille d'or      | 1 h 57 min 20 s |
| 2013  | Championnat de Pologne                     | Pologne        | Médaille d'or      | 2 h 1 min 59 s  |
| 2011  | Coupe d'Europe - l'étape de Karlovy Vary   | Tchéquie       | Médaille d'or      | 2 h 7 min 23 s  |
| 2009  | Championnats d'Europe de duathlon          | Hongrie        | Médaille d'argent  | 2 h 5 min 2 s   |